# Abbaye des Clairets
L’abbaye des Clairets est une abbaye de moniales cisterciennes située près de Nogent-le-Rotrou. Fondée en 1202, elle perdure jusqu'à la Révolution française, puis est vendue comme bien national et détruite.

## Localisation
L'abbaye des Clairets se situait à cinq kilomètres sud-ouest de Nogent-le-Rotrou, sur le territoire de Mâle, aux limites de Souancé.

## Histoire
L'abbaye est fondée en 1202 par Mathilde, fille d'Henri le Lion et de Mathilde d'Angleterre, en mémoire de son époux le comte Geoffroy III du Perche. Elle fait alors partie du diocèse de Chartres et son influence s'exerce sur toutes les paroisses environnantes. Elle est la première abbaye de cisterciennes à adopter en 1692 la réforme de la Stricte Observance. Vendue par adjudication, comme bien national, à un marchand de pierres de Bellême, l'Abbaye est démantelée et devient un immense stock de matériaux de construction. Ses vestiges sont transformés en partie en ferme et, à partir de 1865, en château.

## Architecture et description
L’actuel château est l’ancienne maison des chapelains. La grange est devenue une chapelle privée qui renferme l’ancien reliquaire contenant dans les montants de la croix les reliques de 17 saints et saintes. Son maître autel ainsi que le mobilier et la statuaire ont été déplacés dans l’église paroissiale Saint-Martin. Le portail d’entrée a été restauré au XIXe siècle.

## Filiation et dépendances
Les Clairets est fille de l'abbaye de Savigny. Parmi ses nombreux biens :
- les dîmes sur des récoltes dans toute la région,
- plusieurs moulins, dont celui des Ruisseaux à Nogent,
- l'étang qui s'étendait à Nogent de la rue Giroust au Ruet,
- la maison Saint-Quentin rue Saint-Hilaire également à Nogent,
- sur le point culminant du coteau, l'Hospitalité où étaient hébergés les parents des élèves et les visiteurs de marque. Cette petite maison de campagne est toujours connue sous le nom de "Bellevue"[4]

### Lababillerie
Quand saint Vincent de Paul organise l'oeuvre des enfants trouvés l'abbaye des Clairets a déjà sa babillerie qui recueille, élève et instruit les orphelins et les enfants abandonnés dans une ferme située à Souancé puis dans la seconde moitié du XVIIe siècle dans l'enceinte même de l'abbaye.

### Le pensionnat
Le pensionnat des Clairets est fondé à la fin du XVIe ou au début du XVIIe siècle par la 27e abbesse, Marie de Thou, pour l'éducation des jeunes filles de la région. Fermé en 1768 par Hélène de Portebise, abbesse de 1764 à 1780, alors que l'abbaye est en proie une mutinerie interne menée par deux ou trois moniales il reprend son activité avant de fermer définitivement en 1790. Le pensionnat était dans l'enceinte du monastère.

## Liste des abbesses
De 1221 à 1790, une quarantaine d'abbesses, dont certaines enterrées dans le sol de la chapelle, dirigent l'abbaye ;
- -1707 : Françoise Angélique d'Estampes de Valençay (+ 1707) après avoir réformé sa Maison sur le pied de l'abbaye de la Trappe

- (1737)-septembre 1766 : Marie Adélaïde de Merbouton (+ 1766 à 76 ans)

- 1784-1790 : Madame de Villeneuve, soit Thérèse Gabrielle de Villeneuve-Tourrettes, née et ondoyée le 29, baptisée 30 novembre 1748 à Toulon, fille de Joseph de Villeneuve et de Marguerite de Terras, ancienne demoiselle de Saint-Cyr.